# THESEUS
THESEUS (англ. Transient High-Energy Sky and Early Universe Surveyor, Транзієнтний високоенергетичний оглядач неба й молодого Всесвіту) — космічна обсерваторія, запропонована Європейським космічним агентством, яка мала б досліджувати ранній Всесвіт за допомогою гамма-спалахів та рентгенівського випромінювання. У разі реалізації місія досліджуватиме швидкість зореутворення й еволюцію металічності, а також вивчатиме джерела та фізику реіонізації.

## Огляд
THESEUS — це концепція місії, яка має спостерігати транзієнти у високоенергетичному Всесвіті по всьому небу та протягом усієї історії Всесвіту. Зокрема, планується реєструвати всі гамма-спалахи за перший мільярд років існування Всесвіту, щоб допомогти зрозуміти життєвий цикл перших зір. THESEUS забезпечить швидкі сповіщення про спалахи та точне розташування джерел, що дозволить відстежувати їх іншими космічними та наземними телескопами, що працюють на інших довжинах хвиль.
Концепція місії була обрана в травні 2018 року як фіналіст, щоб стати п'ятою місією середнього класу (M5) програми Cosmic Vision Європейського космічного агентства. Другим фіналістом став EnVision, орбітальний апарат Venus. Переможець, EnVision, обраний у червні 2021 року й має бути запущений у 2031 році.
У листопаді 2023 року, після нового процесу відбору (2022) і дослідження Фази-0 (2023), THESEUS було обрано ESA для нового 2,5-річного дослідження Фази-A як одного з трьох кандидатів на місію M7 (разом з M-Matisse і Плазмовою Обсерваторією).
Космічна обсерваторія вивчатиме гамма-спалахи та рентгенівське випромінювання та їх зв'язок із вибухами масивних зір, спалахами наднових, подіями приливного руйнування в чорних дірах і спалахами магнетарів. Це може надати фундаментальну інформацію про швидкість зореутворення в молодому Всесвіті, щільність і властивості маломасивних галактик, вміст нейтрального водню та випромінювання галактиками ультрафіолетового світла.

## Наукове корисне навантаження
Корисне навантаження THESEUS включає такі інструменти:
- М'яка рентгенівська камера (англ. Soft X-ray Imager, SXI), чутлива в діапазоні 0,3—6 кеВ, — це набір із 4 телескопів типу «око лобстера», які охоплюють загальне поле зору 1 стерадіан і реєструють джерела з точністю <1–2 кутових мінут.
- Інфрачервоний телескоп (англ. InfraRed Telescope, IRT), чутливий у діапазоні 0,7—1,8 мкм, — це телескоп ближнього інфрачервоного діапазону зі швидкою реакцією, діаметром 0,7 м, із полем зору 15x15 кутових мінут. Він отримує не тільки зображення, а ще й спектри середньої роздільної здатності (R~400). Маса 112,6 кг.
- Спектрометр рентгенівського гамма-випромінювання (англ. X-Gamma ray Imaging Spectrometer, XGIS), чутливий у безпрецедентно широкому діапазоні енергій 2 кеВ — 20 МеВ, є набором камер із кодованою маскою, що використовує монолітні детектори рентгенівського гамма-випромінювання на основі стрижнів із кремнієвих діодів, поєднаних із кристалічним сцинтилятором з йодиду цезію, що забезпечує поле зору 1,5 стерадіана і точність визначення місця розташування джерела 5 кутових мінут на енергіях 2—30 кеВ. Маса: 37,3 кг.